# Lil Skies
Lil Skies, właśc. Kimetrius Christopher Foose (ur. 4 sierpnia 1998 w Pensylwanii) – amerykański raper oraz autor tekstów.
Lil Skies znany jest z piosenek "Nowadays" "Red Roses" czy "Lust". Ta pierwsza osiągnęła 69 miejsce na amerykańskim Billboard Hot 100, oraz osiągnęła ponad 200 milionów odtworzeń w serwisie YouTube.
Jego debiutancki album o nazwie Life of a Dark Rose ukazał się 10 stycznia 2018 roku. 11 miesięcy później album pokrył się złotym wyróżnieniem w USA.

## Wczesne życie
Kimetrius Foose urodził się 4 sierpnia 1998 roku w Chambersburg (Pensylwania). Gdy miał 4 lata, napisał i nagrał w studio swoją pierwszą piosenkę. Został zainspirowany do tworzenia muzyki, przez swojego ojca, Michaela Burtona Jr, który sam był raperem przedstawiającym się pod pseudonimem Dark Skies. Foose przejął pseudonim po ojcu, zmieniając Dark na Lil. Kimetrius wraz z rodziną przenieśli się do Waynesboro w Pensylwanii, gdy był w 3 klasie. Gdy miał 11 lat, jego ojciec doznał poważnych obrażeń po wybuchu chemicznym w miejscu swojej pracy. Po tym zdarzeniu oboje napisali album Father-Son Talk, opowiadający o procesie powracania do zdrowia. Foose ukończył szkołę średnią w 2016 i rozpoczął studia.

## Kariera
W 2016 roku rzucił studia, na rzecz kariery muzycznej, a rok później w styczniu 2017, wydał swój pierwszy mixtape, Alone. W lipcu 2017 roku wydał dwie piosenki, "Red Roses" z gościnnym udziałem Landon Cube’a i "Off The Goop" z gościnnym udziałem Sprite Lee. W tym samym roku wydał takie utwory jak, "Rude" i "Signs of Jealousy." Jakiś czas później Foose podpisał kontrakt z wytwórnią Atlantic Records. Swój legalny album wydał 10 stycznia 2018 roku. Album zadebiutował na 23 miejscu Billboard 200, a następnie doszedł do 10 miejsca tego zestawienia. Utwory "Nowadays" i "Red Roses" (oba z gościnnym udział Landon Cube’a), zadebiutowały na 85 i 98 miejscu, zestawienia Billboard Hot 100, a następnie doszły do 55 i 69 miejsca. Foose wyruszył wraz z Lil Uzi Vertem w trasę  "Life of a Dark Rose" tour, która musiała zostać przerwana z powodu choroby. Jego przedostatni album "Shelby" został wydany 28 lutego 2019 roku. Jego nazwa nawiązuje do imienia mamy Foose'a, jej imię ma również wytatuowane pod prawym okiem. Ostatni album Amerykanina ujrzał światło dzienne 22 stycznia 2021 roku. Nazywa się Unbothered.

## Dyskografia

### Albumy

#### Albumy studyjne
| Rok  | Album                                                                                                | Najwyższa pozycja | Najwyższa pozycja | Najwyższa pozycja | Najwyższa pozycja | Najwyższa pozycja | Certyfikat         |
| Rok  | Album                                                                                                | US                | US R&B/HH         | US Rap            | AUS               | CAN               | Certyfikat         |
| ---- | --- | ----------------- | ----------------- | ----------------- | ----------------- | ----------------- | ------------------ |
| 2019 | Shelby - Data: 28 lutego 2019 - Wytwórnia: All We Got Ent., Atlantic - Format: digital download      | 5                 | 2                 | 2                 | 20                | 7                 | - USA: złota płyta |
| 2021 | Unbothered - Data: 22 stycznia 2021 - Wytwórnia: All We Got, Atlantic - Format: CD, digital download | 50                | 29                | 24                | –                 | 48                |                    |

#### Mixtape’y
| Rok  | Album | Najwyższa pozycja | Najwyższa pozycja | Najwyższa pozycja | Najwyższa pozycja | Najwyższa pozycja | Certyfikat                                                    |
| Rok  | Album | US                | US R&B/HH         | US Rap            | AUS               | CAN               | Certyfikat                                                    |
| ---- | --- | ----------------- | ----------------- | ----------------- | ----------------- | ----------------- | ------------------------------------------------------------- |
| 2016 | Good Grades.Bad Habits 2 - Data: 25 lutego 2016 - Wytwórnia: Wydanie własne - Format: digital download        | –                 | –                 | –                 | –                 | –                 |                                                               |
| 2017 | Alone - Data: Styczeń 2017 - Wytwórnia: Wydanie własne - Format: Digital download                             | –                 | –                 | –                 | –                 | –                 |                                                               |
| 2018 | Life of a Dark Rose - Data: 10 stycznia 2018 - Wytwórnia: All We Got, Atlantic - Format: CD, digital download | 10                | 6                 | 5                 | 92                | 17                | - USA: platynowa płyta - UK: srebrna płyta - CAN: złota płyta |

### Single

#### Solowe
| Rok  | Tytuł                           | Najwyższa pozycja | Najwyższa pozycja | Najwyższa pozycja | Najwyższa pozycja | Certyfikat                                   | Album               |
| Rok  | Tytuł                           | US                | US R&B /HH        | US Rap            | CAN               | Certyfikat                                   | Album               |
| ---- | ------------------------------- | ----------------- | ----------------- | ----------------- | ----------------- | -------------------------------------------- | ------------------- |
| 2017 | „Red Roses” (gośc. Landon Cube) | 69                | 28                | 24                | 76                | - USA: 2x platynowa płyta - POL: złota płyta | Life of a Dark Rose |
| 2017 | „Nowadays” (gośc. Landon Cube)  | 55                | 22                | 20                | 63                | - USA: 2x platynowa płyta                    | Life of a Dark Rose |
| 2018 | „Lust”                          | 87                | 47                | –                 | –                 | - USA: 2x platynowa płyta - POL: złota płyta | Life of a Dark Rose |
| 2018 | „I Know You” (gośc. Yung Pinch) | 79                | 45                | –                 | 94                | - USA: złota płyta                           | singel niealbumowy  |
| 2018 | „Creeping” (gośc. Rich the Kid) | –                 | 44                | –                 | 93                | - USA: złota płyta                           | singel niealbumowy  |
| 2019 | „I”                             | 39                | 17                | 15                | 51                | - USA: platynowa płyta                       | Shelby              |

#### Z gościnnym udziałem
| Rok  | Tytuł                                   | Album              |
| ---- | --------------------------------------- | ------------------ |
| 2018 | „Off the Gas” (6 Dogs; gośc. Lil Skies) | singel niealbumowy |

### Inne notowane utwory
| Rok  | Tytuł                  | Najwyższa pozycja | Certyfikat         | Album               |
| Rok  | Tytuł                  | US Bub.           | Certyfikat         | Album               |
| ---- | ---------------------- | ----------------- | ------------------ | ------------------- |
| 2018 | „Welcome to the Rodeo” | 20                | - USA: złota płyta | Life of a Dark Rose |